# Pont-canal de Négra
Le pont-canal de Négra est un des nombreux ponts de ce type du canal du Midi. Il enjambe la Thésauque, un affluent de l'Hers-Vif, à Négra, hameau de la commune de Montesquieu-Lauragais, en Haute-Garonne. Il est contigu à l'écluse de Négra.

## Historique
Il est construit en 1688-1689, sur les plans de Vauban par Dominique Gillade.
L'ouvrage est inscrit au titre des monuments historiques par arrêté du 24 avril 1998.